# Leptopetalum grayi
Leptopetalum grayi är en måreväxtart som först beskrevs av Joseph Dalton Hooker, och fick sitt nu gällande namn av Sumihiko Hatusima. Leptopetalum grayi ingår i släktet Leptopetalum och familjen måreväxter.
Artens utbredningsområde är Ogasawara-shoto. Inga underarter finns listade i Catalogue of Life.